# Jennis Company
Jennis Company war ein US-amerikanischer Hersteller von Automobilen.

## Unternehmensgeschichte
Peer Jenness gründete das Unternehmen 1903 in Philadelphia in Pennsylvania. Er begann mit der Produktion von Automobilen. Der Markenname lautete Jennis. Die Wagen sollten gegen Fahrzeuge von Locomobile, Peerless und Pope-Hartford konkurrieren. 1905 endete die Produktion, als der Geldgeber starb. Insgesamt entstanden zwischen zwei und sechs Fahrzeuge, von denen eines noch existiert.
Eine Quelle gibt an, dass der Grund unbekannt sei, wieso die Namen der Firma und des Inhabers voneinander abweichen.

## Fahrzeuge
Ein großer Vierzylindermotor mit 48 PS Leistung trieb die Fahrzeuge an. Die Motorleistung wurde über ein Dreiganggetriebe und zwei Ketten an die Hinterachse übertragen. Aufbau war ein Tourenwagen mit fünf Sitzen. J. M. Quinby & Co. fertigte die Karosserien.